# Балістична маска

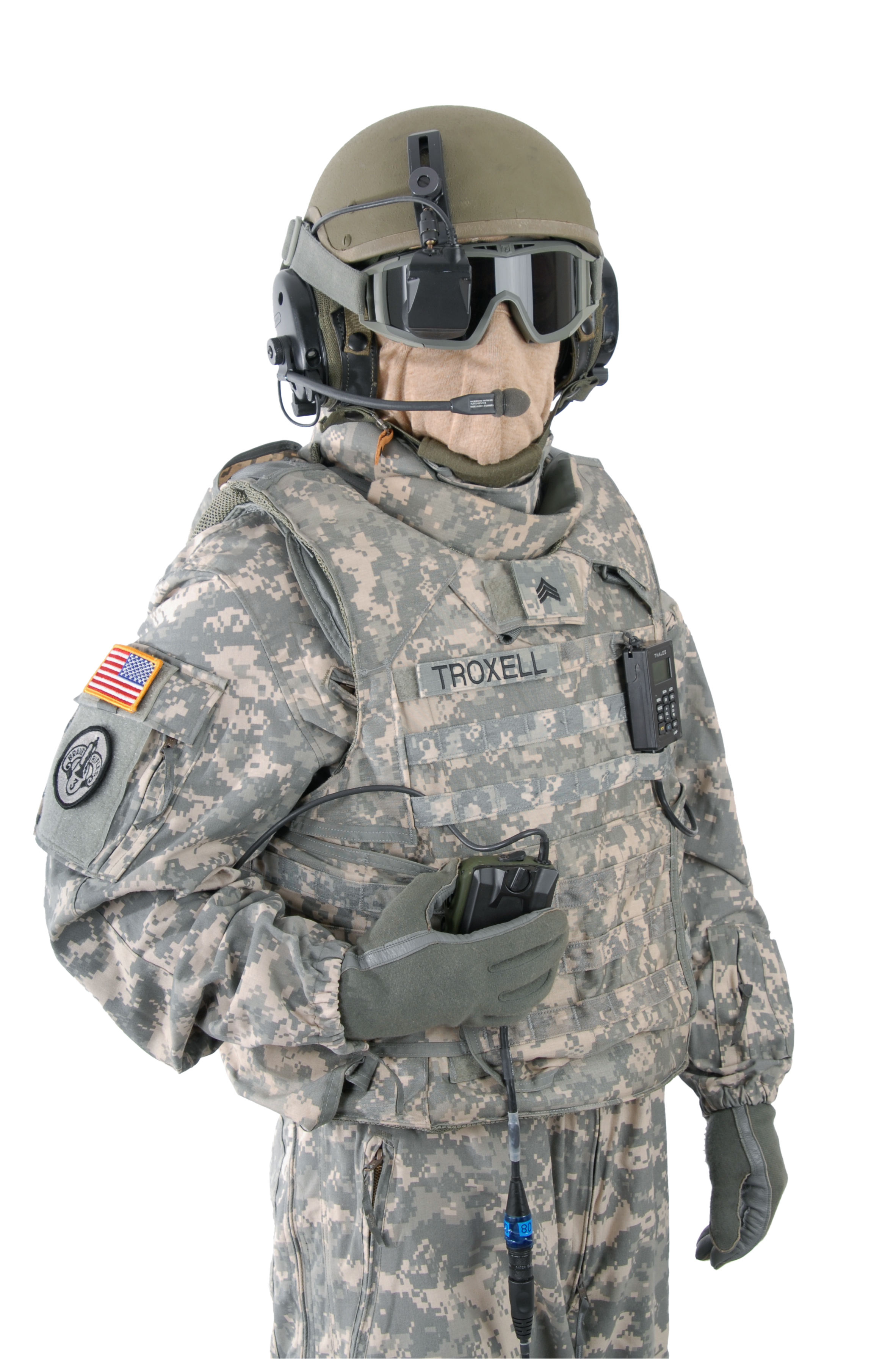
Балістична маска для обличчя як частина системи Монтована Система Солдата

Балістична маска (для обличчя), також відома як броня для обличчя, є типом особистої броні, призначеної для захисту обличчя власника від балістичних загроз. Балістичні маски для обличчя зазвичай виготовляються з кевлару або інших куленепробивних матеріалів, а внутрішня частина маски може бути м'якою для амортизації, залежно від конструкції. Через обмеження ваги рівень захисту сягає лише рівня IIIA NIJ, який забезпечує захист від калібрів до .44 Magnum.

## Історія
У своєму випуску за жовтень 2010 року Slate повідомляв, що, хоча балістичні маски для обличчя іноді використовувалися співробітниками правоохоронних органів, вони не вважалися вартими використання солдатами. Брайан Палмер також повідомив, що вони здатні захистити обличчя власника лише від відносно невеликих осколків шрапнелі та від широко використовуваної рушничного набою призначеної для використання проти птахів або дрібної дичини. Він особливо зазначив, що маски будуть марними проти кулі калібру 7,62×39 мм з автомата Калашникова. Палмер також вказував, що маски обмежували поле зору солдата, були важкими і не «дихали», тобто піт не випаровувався з обличчя солдата, і виглядав би неприязно для мирного населення.
Дослідження Массачусетського технологічного інституту в листопаді 2010 року під керівництвом доцента Рауля Радовицького показало, що оснащення бойовиків балістичними щитками для обличчя може зменшити черепно-мозкові травми від вибухів бомб, відбиваючи хвилю тиску вибуху від голови власника. Невролог з Університету Аделаїди Роберт Вінк стверджував, що дослідження підтвердило попередні тести на тваринах, які дійшли таких же висновків.
У 2012 році повідомлялося, що Корпус морської піхоти США досліджує та випробовує балістичні щитки для обличчя, які могли б захистити війська від набоїв калібру 7,62×39 мм, а також від осколків. Вони були описані як легші та компактніші версії щитків для обличчя, які використовуються персоналом з утилізації вибухонебезпечних предметів.
На військовому параді 2011 року в Тайбеї були продемонстровані солдати спецназу Збройних сил Китайської Республіки в балістичних масках як частина їхньої форми. Фотографії солдатів, зроблені та опубліковані японським новинним сайтом DDN Japan, стали вірусними у 2013 році.